# Antrim County
Antrim County ist ein County im Bundesstaat Michigan der Vereinigten Staaten. Der Verwaltungssitz (County Seat) ist Bellaire. Das U.S. Census Bureau hat bei der Volkszählung 2020 eine Einwohnerzahl von 23.431 ermittelt.

## Geographie
Das County liegt im Norden der Unteren Halbinsel von Michigan, grenzt im Westen an den Michigansee, einem der 5 großen Seen, und hat eine Fläche von 1559 Quadratkilometern, wovon 324 Quadratkilometer Wasserfläche sind. Es grenzt im Uhrzeigersinn an folgende Countys: Charlevoix County, Otsego County, Kalkaska County, Grand Traverse County und Leelanau County.

## Geschichte
Antrim County wurde 1840 als Meegisee County aus Teilen des Mackinac County gebildet. Benannt wurde es nach dem County Antrim in Irland.
Sechs Bauwerke und Stätten des Countys sind im National Register of Historic Places eingetragen (Stand 17. November 2017).

## Demografische Daten

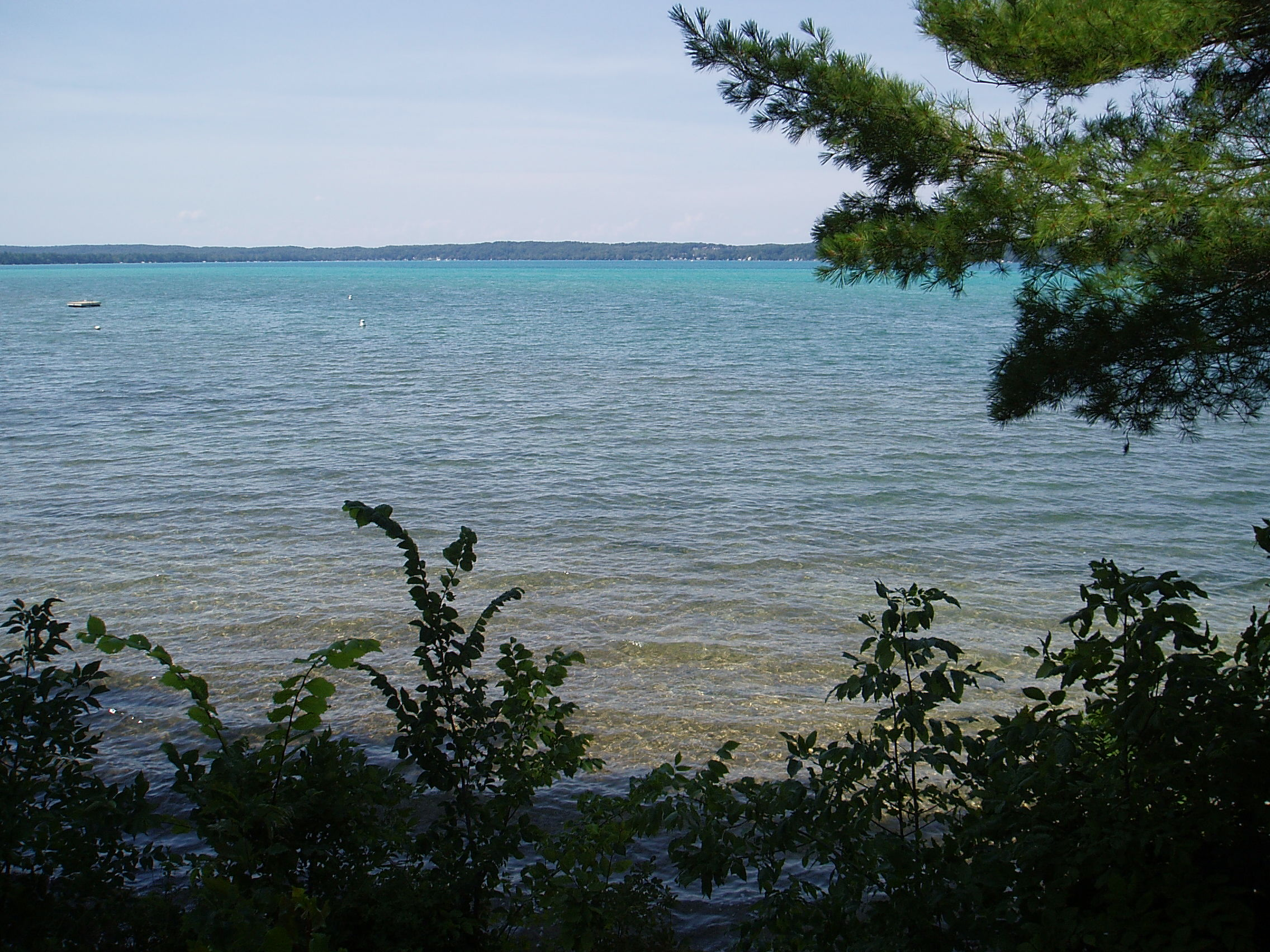
Michigan’s Torch Lake

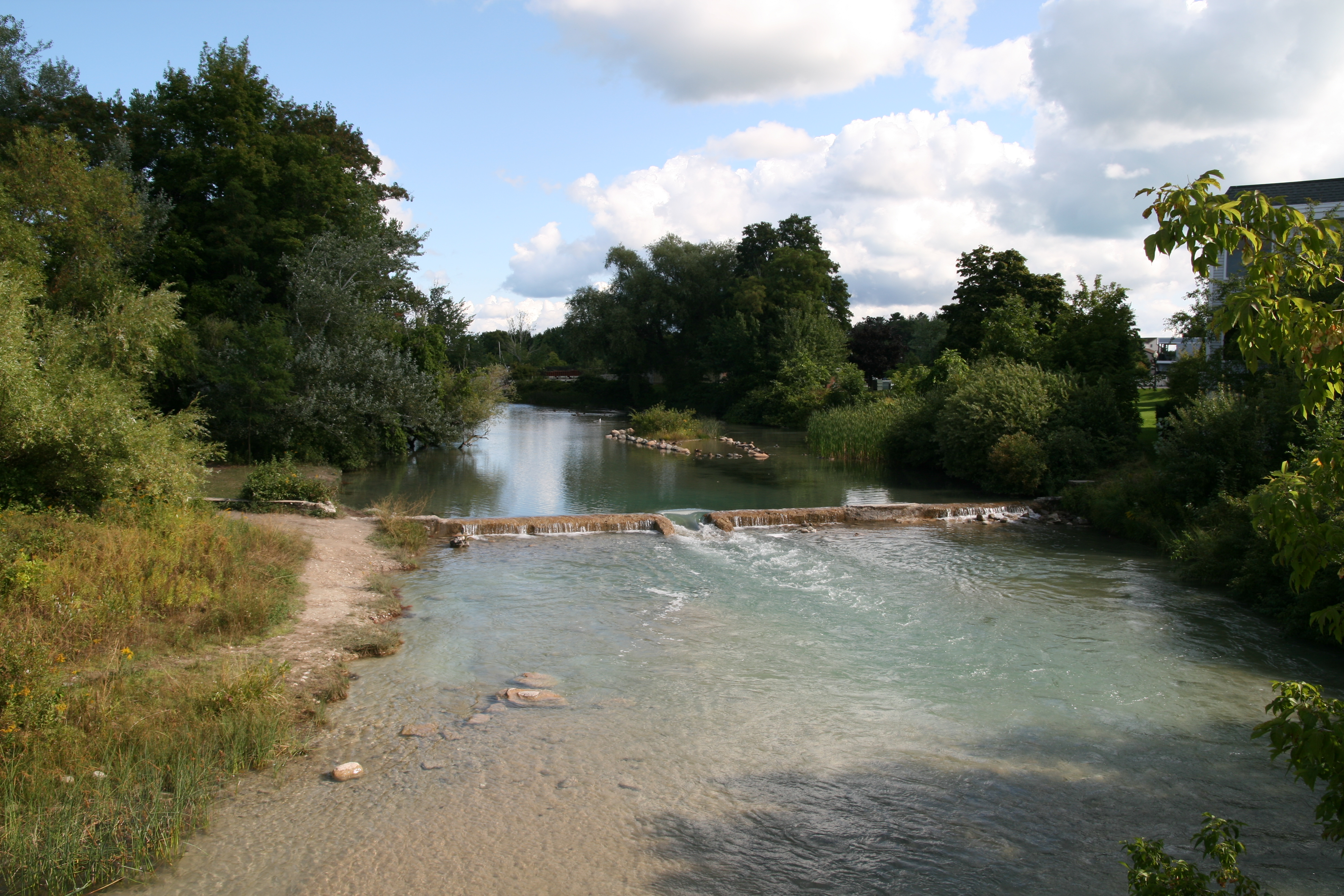
Der Elk River vor der Mündung in die Grand Traverse Bay

Nach der Volkszählung im Jahr 2000 lebten im Antrim County 23.110 Menschen. Davon wohnten 286 Personen in Sammelunterkünften, die anderen Einwohner lebten in 9.222 Haushalten und 6.713 Familien. Die Bevölkerungsdichte betrug 19 Einwohner pro Quadratkilometer. Ethnisch betrachtet setzte sich die Bevölkerung zusammen aus 97,01 Prozent Weißen, 0,19 Prozent Afroamerikanern, 1,07 Prozent amerikanischen Ureinwohnern, 0,15 Prozent Asiaten, 0,10 Prozent Bewohnern aus dem pazifischen Inselraum und 0,30 Prozent aus anderen ethnischen Gruppen; 1,18 Prozent stammten von zwei oder mehr Ethnien ab. 1,23 Prozent der Bevölkerung waren spanischer oder lateinamerikanischer Abstammung.
Von den 9.222 Haushalten hatten 29,7 Prozent Kinder unter 18 Jahren, die bei ihnen lebten. 61,0 Prozent waren verheiratete, zusammenlebende Paare, 7,9 Prozent waren allein erziehende Mütter und 27,2 Prozent waren keine Familien. 23,4 Prozent waren Singlehaushalte und in 10,5 Prozent lebten Menschen im Alter von 65 Jahren oder darüber. Die Durchschnittshaushaltsgröße betrug 2,47 und die durchschnittliche Familiengröße lag bei 2,89 Personen.
24,4 Prozent der Bevölkerung waren unter 18 Jahre alt. 6,3 Prozent zwischen 18 und 24 Jahre, 25,3 Prozent zwischen 25 und 44 Jahre, 26,6 Prozent zwischen 45 und 64 Jahre und 17,5 Prozent waren 65 Jahre oder älter. Das Durchschnittsalter betrug 41 Jahre. Auf 100 weibliche Personen kamen 99,8 männliche Personen. Auf 100 Frauen im Alter von 18 Jahren und darüber kamen statistisch 96,8 Männer.
Das jährliche Durchschnittseinkommen eines Haushalts betrug 38.107 USD, das Durchschnittseinkommen einer Familie 43.488 USD. Männer hatten ein Durchschnittseinkommen von 32.248 USD, Frauen 21.699 USD. Das Prokopfeinkommen betrug 19.485 USD. 6,2 Prozent der Familien und 9,0 Prozent der Bevölkerung lebten unterhalb der Armutsgrenze.

## Orte im County
- Alba
- Alden
- Antrim
- Atwood
- Bellaire
- Central Lake
- Chestonia
- Clam River
- Creswell
- Eastport
- Elk Rapids
- Ellsworth
- Elmira
- Green River
- Kewadin
- Mancelona
- North Arms
- Pleasant Valley
- Torch Lake
- Wetzel

Townships
- Banks Township
- Central Lake Township
- Chestonia Township
- Custer Township
- Echo Township
- Elk Rapids Township
- Forest Home Township
- Helena Township
- Jordan Township
- Kearney Township
- Mancelona Township
- Milton Township
- Star Township
- Torch Lake Township
- Warner Township